# Atomic Monster
Atomic Monster es una productora de cine y televisión estadounidense, fundada en 2014 por James Wan.  La compañía produjo The Conjuring Universe, Lights Out, Mortal Kombat, Malignant, M3GAN y The Monkey.  

## Descripción general
El 21 de octubre de 2014, James Wan fundó Atomic Monster y la compañía tenía un acuerdo de producción de primera vista con New Line Cinema y Warner Bros. Pictures. 
El 12 de agosto de 2016, la empresa llegó a un acuerdo de desarrollo con la empresa china Starlight Media Inc. para ayudar a financiar películas con presupuestos de hasta 100 dólares. millón. 
El 16 de noviembre de 2022, se anunció que la compañía estaba en conversaciones para fusionarse con Blumhouse Productions y que la compañía tenía un acuerdo de primera vista compartido con Universal Pictures. Las empresas continuarían operando como sellos separados, y cada uno mantendría su propia autonomía creativa e identidad de marca. La empresa está utilizando la infraestructura existente de Blumhouse para ampliar aún más sus actividades en cine, televisión y nuevas áreas de contenidos, como videojuegos relacionados con el terror, entretenimiento en vivo y audio.      El 2 de enero de 2024 se concretó la fusión con Blumhouse. 

## Filmografía

### Películas
| Año  | Película                               | Director                     | Coproducción con                                                                            | Distribución            | Crítica |
| ---- | -------------------------------------- | ---------------------------- | ------------------------------------------------------------------------------------------- | ----------------------- | ------- |
| 2014 | Annabelle                              | John R. Leonetti             | New Line Cinema, RatPac Entertainment y The Safran Company                                  | Warner Bros. Pictures   | 29%     |
| 2016 | The Conjuring 2                        | James Wan                    | New Line Cinema, RatPac Entertainment y The Safran Company                                  | Warner Bros. Pictures   | 80%     |
| 2016 | Lights Out                             | David F. Sandberg            | New Line Cinema, RatPac Entertainment y Grey Matter Productions                             | Warner Bros. Pictures   | 76%     |
| 2017 | Annabelle: Creation                    | David F. Sandberg            | New Line Cinema, RatPac Entertainment y The Safran Company                                  | Warner Bros. Pictures   | 71%     |
| 2018 | La monja                               | Corin Hardy                  | New Line Cinema y The Safran Company                                                        | Warner Bros. Pictures   | 28%     |
| 2019 | The Curse of La Llorona                | Michael Chaves               | New Line Cinema y Emile Gladstone Productions                                               | Warner Bros. Pictures   | 29%     |
| 2019 | Annabelle Comes Home                   | Gary Dauberman               | New Line Cinema y The Safran Company                                                        | Warner Bros. Pictures   | 65%     |
| 2021 | Mortal Kombat                          | Simon McQuoid                | New Line Cinema y Broken Road Productions                                                   | Warner Bros. Pictures   | 55%     |
| 2021 | The Conjuring: The Devil Made Me Do It | Michael Chaves               | New Line Cinema y The Safran Company                                                        | Warner Bros. Pictures   | 56%     |
| 2021 | Maligno                                | James Wan                    | New Line Cinema, Starlight Media Inc. y My Entertainment Inc.                               | Warner Bros. Pictures   | 77%     |
| 2021 | There's Someone Inside Your House      | Patrick Brice                | 21 Laps Entertainment                                                                       | Netflix                 | 47%     |
| 2023 | M3GAN                                  | Gerard Johnstone             | Blumhouse Productions y Divide/Conquer                                                      | Universal Pictures      | 94%     |
| 2023 | La monja II                            | Michael Chaves               | New Line Cinema y The Safran Company                                                        | Warner Bros. Pictures   | 63%     |
| 2023 | Aquaman and the Lost Kingdom           | James Wan                    | DC Films y The Safran Company                                                               | Warner Bros. Pictures   | 36%     |
| 2024 | Night Swim                             | Bryce McGuire                | Blumhouse Productions                                                                       | Universal Pictures      | 31%     |
| 2024 | Salem's Lot                            | Gary Dauberman               | New Line Cinema y Vertigo Entertainment                                                     | Max                     | 49%     |
| 2025 | The Monkey                             | Oz Perkins                   | Black Bear Pictures, C2 Motion Picture Group, Range Media Partners y Stars Collective Films | Neon                    | 78%     |
| 2025 | M3GAN 2.0                              | Gerard Johnstone             | Blumhouse Productions                                                                       | Universal Pictures      | 59%     |
| 2025 | The Conjuring: Last Rites              | Michael Chaves               | New Line Cinema y The Safran Company                                                        | Warner Bros. Pictures   | TBA     |
| 2025 | Mortal Kombat II                       | Simon McQuoid                | New Line Cinema y Broken Road Productions                                                   | Warner Bros. Pictures   | TBA     |
| 2026 | SOULM8TE                               | Kate Dolan                   | Blumhouse Productions                                                                       | Universal Pictures      | TBA     |
| 2026 | The Mummy                              | Lee Cronin                   | New Line Cinema, Blumhouse Productions y Doppelgängers                                      | Warner Bros. Pictures   | TBA     |
| 2026 | Other Mommy                            | Rob Savage                   | Blumhouse Productions                                                                       | Universal Pictures      | TBA     |
| TBA  | The Last Train to New York             | Timo Tjahjanto               | New Line Cinema, Gaumont Film Company, Next Entertainment World y Coin Operated             | Warner Bros. Pictures   | TBA     |
| TBA  | Border Patrol                          | Johannes Roberts             | N/A                                                                                         | Sony Pictures Releasing | TBA     |
| TBA  | Cosmetic                               | Micheline Pitt y R.H. Norman | N/A                                                                                         | Sony Pictures Releasing | TBA     |
| TBA  | Thread: An Insidious Tale              | Jeremy Slater                | Screen Gems, Stage 6 Films y Blumhouse Productions                                          | Sony Pictures Releasing | TBA     |
| TBA  | Below                                  | David F. Sandberg            | N/A                                                                                         | Netflix                 | TBA     |
| TBA  | My Wife and I Bought a Ranch...        | Drew Hancock                 | 21 Laps Entertainment y Ground Control                                                      | Amazon Prime Video      | TBA     |
| TBA  | Frankenstein                           | N/A                          | N/A                                                                                         | Universal Pictures      | TBA     |
| TBA  | The Tommyknockers                      | TBA                          | N/A                                                                                         | Universal Pictures      | TBA     |
| TBA  | Van Helsing                            | Julius Avery                 | N/A                                                                                         | Universal Pictures      | TBA     |
| TBA  | You Take Care Now                      | Spenser Cohen y Anna Halberg | Blumhouse Productions                                                                       | Universal Pictures      | TBA     |
| TBA  | Arachnophobia                          | Christopher Landon           | N/A                                                                                         | N/A                     | TBA     |
| TBA  | The Boy Who Drew Monsters              | N/A                          | N/A                                                                                         | N/A                     | TBA     |
| TBA  | The Burden                             | Nico van den Brink           | N/A                                                                                         | N/A                     | TBA     |
| TBA  | Dead by Daylight                       | N/A                          | Blumhouse Productions                                                                       | N/A                     | TBA     |
| TBA  | The Entity                             | N/A                          | N/A                                                                                         | 20th Century Studios    | TBA     |
| TBA  | Hunting Season                         | N/A                          | N/A                                                                                         | N/A                     | TBA     |
| TBA  | Knight Rider                           | N/A                          | N/A                                                                                         | N/A                     | TBA     |
| TBA  | Milk                                   | Santiago Menghini            | N/A                                                                                         | N/A                     | TBA     |
| TBA  | Rabbit Rabbit Rabbit                   | N/A                          | N/A                                                                                         | Paramount Pictures      | TBA     |
| TBA  | Shelter                                | Bishal Dutta                 | N/A                                                                                         | N/A                     | TBA     |
| TBA  | Sweet Tooth                            | Nico van den Brink           | N/A                                                                                         | N/A                     | TBA     |
| TBA  | The Troop                              | E.L. Katz                    | N/A                                                                                         | N/A                     | TBA     |
| TBA  | The Backrooms                          | Kane Parsons                 | 21 Laps Entertainment y Chernin Entertainment                                               | A24                     | TBA     |

## Series de televisión
| Año         | Serie                                | Creador                                          | Distribución       | Crítica |
| ----------- | ------------------------------------ | ------------------------------------------------ | ------------------ | ------- |
| 2016 - 2021 | MacGyver                             | Peter M. Lenkov y Lee David Zlotoff              | CBS                | —       |
| 2019        | Swamp Thing                          | Mark Verheiden y Gary Dauberman                  | DC Universe        | 92%     |
| 2021        | Aquaman: King of Atlantis            | Victor Courtright y Marly Halpern-Graser         | HBO Max            | 100%    |
| 2021        | I Know What You Did Last Summer      | Sara Goodman                                     | Amazon Prime Video | 40%     |
| 2022        | Archive 81                           | Rebecca Sonnenshine                              | Netflix            | 86%     |
| 2022        | Samurai Rabbit: The Usagi Chronicles | Doug Langdale y Candie Kelty Langdale            | Netflix            | —       |
| 2024        | Teacup                               | Ian McCulloch                                    | Peacock            | 77%     |
| TBA         | 1313                                 | Lindsey Anderson                                 | TBA                | TBA     |
| TBA         | Concrete Jungle                      | James Wan y Ingrid Bisu                          | TBA                | TBA     |
| TBA         | Dylan Dog                            | N/A                                              | N/A                | TBA     |
| TBA         | Gideon Falls                         | N/A                                              | N/A                | TBA     |
| TBA         | King Kong                            | N/A                                              | Disney+            | TBA     |
| TBA         | Gargoyles                            | Gary Dauberman                                   | Disney+            | TBA     |
| TBA         | The Magic Order                      | Lindsey Beer                                     | Netflix            | TBA     |
| TBA         | Nocterra                             | Roberto Patino                                   | Netflix            | TBA     |
| TBA         | The Good Asian                       | N/A                                              | TBA                | TBA     |
| TBA         | Simultaneous                         | Eric Heisserer y Colby Day                       | Hulu               | TBA     |
| TBA         | Copenhagen                           | N/A                                              | Peacock            | TBA     |
| TBA         | Nowhere                              | Matthew Arnold                                   | NBC                | TBA     |
| TBA         | Obsession                            | N/A                                              | Amazon Prime Video | TBA     |
| TBA         | The Conjuring Tv Series              | N/A                                              | HBO Max            | TBA     |
| TBA         | Área 51                              | God Friended Me, Steven Lilien y Bryan Wynbrandt | CBS                | TBA     |